# عقرب‌های زرشکی
عقرب‌های زرشکی (نام علمی: Ananteris) نام یک سرده از راسته کژدم است.